# Frank Stockmans
Frank Stockmans (28 april 1963) is een Belgische voormalige atleet, die gespecialiseerd was in het speerwerpen. Hij werd driemaal Belgisch kampioen..

## Biografie
Frank Stockmans werd in 1986 voor het eerst Belgisch kampioen in het speerwerpen. In 1989 en 1992 volgde nog twee bijkomende Belgische titels.
Stockmans was aangesloten bij AC Kapellen en stapte over naar Antwerp AC. Vanaf 1991 ging hij aan de slag bij Excelsior Sport Club. Met die club behaalde hij drie interclubtitels. Na zijn carrière als atleet werd hij amateurgolfer.

## Belgische kampioenschappen
| onderdeel   | jaar             |
| ----------- | ---------------- |
| speerwerpen | 1986, 1989, 1992 |

## Persoonlijk record
| Onderdeel   | Prestatie | Datum        | Plaats   |
| ----------- | --------- | ------------ | -------- |
| speerwerpen | 73,58 m   | 12 juli 1987 | Byrkjelo |

## Palmares

### speerwerpen
- 1986:  BK AC - 68,36 m
- 1989:  BK AC - 64,74 m
- 1990:  BK AC - 65,40 m
- 1991:  BK AC - 66,94 m
- 1992:  BK AC - 67,30 m